# Муласен
Муласен (ісп. Mulhacén) — гора на півдні  Іспанії, найвища вершина  Піренейського півострова (3479 м н.р.м.). Розташовується в Кордильєрі-Бетіка, у хребті Сьєрра-Невада. На північному схилі гори лежить невеликий лавинний льодовик (найпівденніший в  Європі), з якого бере початок річка Хеніль (притока Гвадалквівіра).
Гору названо на честь мусульманського короля династії Насридів Абу-л-Хасана Алі, який керував Гранадою в XV столітті. Його іспанське ім'я — Мулей Асен (Muley Hacén), дало назву горі, на вершині якої він був за легендою похований.
Муласен є третьою вершиною  Західної Європи за  відносною висотою, після Монблана і  Етни, а у всесвітньому списку займає 64 місце за цим показником. Південний і західний схили гори дуже пологі, а для підкорення північного потрібні особливі навички. Зійти на Муласен можна за день з сіл Капілейра і Тревелес.

#### Примітки

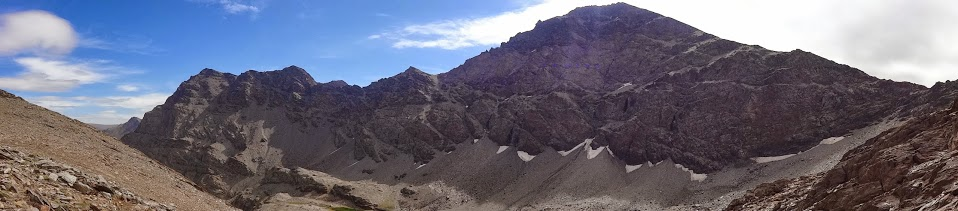

## Віртуальний тур
Віртуальний тур — 17 панорам 

Сходження на вершину Муласен. Капілейра — Притулок Покуейра — Лагуна-де-Ла Кальдера — Муласен [Архівовано 11 грудня 2013 у Wayback Machine.] 

Climbing to the top Mulhacen. Capileira — Refugio Poqueira — Laguna de la Caldera — Mulhacen [Архівовано 11 грудня 2013 у Wayback Machine.]

#### Ресурси Інтернету
- Вікісховище має мультимедійні дані за темою: Муласен
- Маршрут на Муласен [Архівовано 8 травня 2021 у Wayback Machine.] (ісп.)
- Peakware.com [Архівовано 20 вересня 2015 у Wayback Machine.] (англ.)
- Summitpost.org [Архівовано 1 грудня 2021 у Wayback Machine.] (англ.)